# Homoseksualizm w krainie półksiężyca
Homoseksualizm w krainie półksiężyca (ang. A Jihad for Love, dosł. Dżihad o miłość) – dokumentalny film w reżyserii Parveza Sharmy z 2007 roku, traktujący o homoseksualizmie w dwunastu krajach islamskich – m.in. w Iranie, Turcji, Egipcie i Pakistanie, w których homoseksualizm jest traktowany jako poważne wykroczenie przeciw prawu boskiemu, bywa karany wieloletnim więzieniem, a nawet torturami i śmiercią.
Autor realizował swój film przez sześć lat. Głównymi bohaterami są muzułmańscy geje i lesbijki – z różnych warstw społecznych, w różnym stopniu pogodzeni ze swoją orientacją seksualną, żyjący we własnych krajach lub na emigracji.
Bohaterowie filmu chcą pozostać religijnymi muzułmanami, słyszą jednak od współwyznawców, iż kochając swoich partnerów, popełniają czyn haniebny, który wyłącza ich ze wspólnoty wiernych. Usiłują pogodzić własną postawę wobec Boga i religii w kontekście własnej orientacji homoseksualnej. Część z nich nie widzi innego wyjścia, niż naginanie lub przymuszanie się do heteroseksualizmu. Inni odnajdują się w ruchach sufickich lub sami dokonują interpretacji fragmentów Koranu, w których przywoływany jest dyskurs na temat homoseksualizmu (historia Lota). Jest również bohater, który idąc o krok dalej próbuje do takiego własnego rozumienia Koranu przekonać innych. Homoseksualiści muzułmańscy często postulują ponowne otwarcie bram idżtihadu, czyli podjęcie od nowa wysiłku interpretacji wspomnianych wersetów Koranu.
W filmie przywołana jest również tzw. sprawa kairska 52 (Cairo 52) – 11 maja 2001 roku w jednym z gejowskich klubów w Kairze władze aresztowały pięćdziesięciu dwóch mężczyzn pod zarzutem nieprzyzwoitego zachowania. Mężczyzn przetrzymywano w dwóch celach bez łóżek, a ich personalia podano do publicznej wiadomości.
W Polsce film zaprezentowano po raz pierwszy 18 maja 2008 r. podczas Planete Doc Review w Warszawie.

## Twórcy
Autor filmu, Parvez Sharma, jest muzułmaninem pochodzącym z Indii, otwarcie przyznającym się do orientacji homoseksualnej, dla którego realizacja tego dokumentu była odpowiedzią na publiczną wypowiedź prezydenta Iranu w 2007 roku, który stwierdził, iż w jego kraju nie ma homoseksualistów. Reżyser wierzy przy tym, iż kiedyś główny nurt islamu będzie wykazywał większą tolerancję i otwartość na wszelką różnorodność stwierdzając, że "Islam jest religią ponad miliarda ludzi, istniejącą od trzynastu stuleci, która została uprowadzona przez niezmiernie małą i czasem głośną mniejszość".
Producentem filmu jest Sandi Simcha Dubowski znany z reżyserii wcześniejszego dokumentu pt. Drżąc przed Bogiem (Trembling before G-d 2001), poruszającego podobną tematykę homoseksualistów w środowisku ortodoksyjnych Żydów izraelskich.

## Recenzje
Film zdobył uznanie wśród krytyków i widzów, przynosząc autorom szereg nagród na festiwalach filmowych. Według recenzentów wartość filmu podniosła reżyseria, której udało się uniknąć zbędnego patosu czy celowego wywoływania kontrowersji.

Głośny obraz Parveza Sharmy jest pierwszym dokumentem, który szerzej przedstawia i analizuje kwestię homoseksualizmu w świecie islamu. Nigdy jeszcze nie zrealizowano filmu tak odważnie i przejmująco opowiadającego o gejach i lesbijkach, walczących o prawo do kochania i do wyrażania własnej tożsamości. Jest to poruszający portret tych, którzy nieustannie muszą prowadzić osobistą wojnę o godność, równość wobec prawa, a czasem nawet o życie. W wielu państwach islamskich, takich jak Iran, Arabia Saudyjska, czy Bangladesz, homoseksualizm jest bowiem traktowany jako poważne wykroczenie przeciw prawu boskiemu. Co staje się jednoznaczne z tym, że może on być karany wieloletnim więzieniem, torturami, a nawet karą śmierci. (...) Poznajemy tu bohaterów, którzy szczerze opowiadają o swoich dramatycznych doświadczeniach i o ciągłej konieczności dokonywania tragicznych wyborów. Niektórzy z nich mogą walczyć o swoje prawa publicznie, inni swoją świętą wojnę prowadzą anonimowo. Każdy z nich jednak pragnie przede wszystkim normalnego życia. I głęboko wierzy w Allaha, którego nadinterpretowane słowa mogą skazać ich na wygnanie z ojczyzny lub śmierć.

Ważnym pytaniem dla twórców "A Jihad for Love" jest kwestia powodów dla których bohaterowie tego dokumentu chcą ciągle pozostać członkami wspólnoty religijnej, która w tak radykalny sposób ich odrzuca. Bohaterowie prowadzą – jak sami to artykułują – "większy jihad", który jest ich wewnętrznym zmaganiem się z ich tożsamością, ze społeczeństwem i z islamem. W pierwszej kolejności określają się jako muzułmanie, dopiero w drugiej kolejności jako homoseksualiści, starając się przez to powiedzieć, iż dla nich islam (tak jak i pozostałe monoteistyczne religie) jest czymś więcej, niż tylko zakazem homoseksualizmu.

## Nagrody
- 2008: 
  - nagroda dla najlepszego filmu dokumentalnego na Torino International Gay & Lesbian Film Festival
  - nagroda dla najlepszego filmu dokumentalnego na Festival MIX BRASIL w São Paulo
  - nagroda dla najlepszego filmu dokumentalnego na The Image + Nation Film Festival w Montrealu
  - nagroda jury dla najlepszego filmu na Tri-Continental Film Festival w Indiach
  - nagroda One World Human Rights International Documentary Film Festival
  - wyróżnienie w konkursie Right to Know w Pradze